# 田中正之 (地球物理学者)
田中 正之（たなか まさゆき、1935年4月15日 - ） は、日本の地球物理学者。学位は、理学博士（1971年）。東北大学名誉教授。元総合地球環境学研究所評議員会長。紫綬褒章受章。

## 人物・経歴
山梨県出身。1959年東北大学理学部天文及び地球物理科第二卒業。1961年東北大学大学院理学研究科地球物理学専攻修士課程修了、東北大学理学部教務技官。1962年東北大学理学部助手。1971年東北大学理学部助教授、理学博士。山本義一に師事。
1973年東北大学理学部教授。1975年日本気象学会理事。1978年国立極地研究所教授併任。1993年東北大学理学部長。1996年気象研究所評議員。1997年日本学術会議会員。1995年藤原賞受賞。1998年紫綬褒章受章。1999年停年退職、東北工業大学教授。2004年東北工業大学副学長。2008年泉萩会会長。2019年には中島映至の推薦により日本地球惑星科学連合フェローとなった。指導学生に中澤高清東北大学名誉教授など。
国立極地研究所評議員、総合地球環境学研究所評議員会長、文部省学術審議会専門委員、名古屋大学大気水圏科学研究所運営協議会委員、中国科学院大気物理研究所編集委員会委員、東京大学気候システム研究センター運営委員会委員、運輸省運輸審議会特別委員、文部省測地学審議会気象水象部会長、文部省測地審議会副会長、文部科学省科学技術・学術審議会委員等も歴任した。

## 著書
- 『温暖化する地球』読売新聞社 1989年
- 『地球温暖化がわかる本』（北野康と共編著）マクミラン・リサーチ研究所 1990年

## 論文
- 田中正之「混濁大気中の放射伝達:III•混濁大気による散乱反射•透過光の偏光度の分布」『気象集誌. 第2輯』第49巻第5号、日本気象学会、1971年、333-342頁、doi:10.2151/jmsj1965.49.5_333、ISSN 0026-1165、NAID 130007346695。
- 田中正之「混濁大気中の放射伝達I.散乱反射•透過の問題に関する行列解析」『気象集誌. 第2輯』第49巻第4号、日本気象学会、1971年、296-312頁、doi:10.2151/jmsj1965.49.4_296、ISSN 0026-1165、NAID 130007346713。
- 山本義一, 田中正之, 太田幸雄「エアロゾルの日射吸収による大気の加熱率」『気象集誌. 第2輯』第52巻第1号、日本気象学会、1974年、61-68頁、doi:10.2151/jmsj1965.52.1_61、ISSN 0026-1165、NAID 130007346340。
- 田中正之「火山噴火と気候」『火山.第2集』第20巻TOKUBE、日本火山学会、1975年、363-376頁、doi:10.18940/kazanc.20.TOKUBE_363、ISSN 04534360、NAID 110002991768。
- 田中正之「気候変動 (大気物理学の現状と将来<特集>)」『学術月報』第31巻第12号、日本学術振興会 ; 1948-2008、1979年3月、917-922頁、ISSN 0387-2440、NAID 40000446872。
- 田中正之「日射量の長期変動 (気候変動シンポジウム「気候の診断と問題点」の報告)」『天気』第28巻第9号、日本気象学会、1981年9月、556-557頁、ISSN 05460921、NAID 40002510698。
- 田中正之, 中澤高清, 青木周司「大気中の二酸化炭素濃度の高精度測定」『気象集誌. 第2輯』第61巻第4号、日本気象学会、1983年、678-685頁、doi:10.2151/jmsj1965.61.4_678、ISSN 0026-1165、NAID 130007343600。
- 中澤高清, 青木周司, 深堀正志, 田中正之「富士山山頂における大気中の二酵化炭素濃度」『気象集誌. 第2輯』第62巻第4号、日本気象学会、1984年、688-695頁、doi:10.2151/jmsj1965.62.4_688、ISSN 0026-1165、NAID 130007344205。
- 田中正之, 中澤高清, 塩原匡貴, 大島裕之, 川口貞男, 山内恭「南極昭和基地における大気中の二酸化炭素濃度の連続観測システム の新たな開発」『南極資料』第82号、1984年8月、1-11頁、doi:10.15094/00008405、ISSN 0085-7289、NAID 120005509344。
- 高村民雄, 田中正之「光散乱の測定から得られるエアロソルの光学的性質の問題点」『気象集誌. 第2輯』第63巻第5号、日本気象学会、1985年、969-974頁、doi:10.2151/jmsj1965.63.5_969、ISSN 0026-1165、NAID 130007344741。
- 太田幸雄, 田中正之「放射霧の生成•消滅過程の数値実験」『気象集誌. 第2輯』第64巻第1号、日本気象学会、1986年、65-77頁、doi:10.2151/jmsj1965.64.1_65、ISSN 0026-1165、NAID 130007344866。
- 田中正之, 中澤高清, 大島裕之, 青木周司「沖縄における大気中の二酸化炭素濃度の時間的変動」『気象集誌. 第2輯』第65巻第2号、日本気象学会、1987年、279-285頁、doi:10.2151/jmsj1965.65.2_279、ISSN 0026-1165、NAID 130007345809。
- 田中正之「二酸化炭素増加の環境影響」『環境技術』第17巻第11号、環境技術学会、1988年、710-714頁、doi:10.5956/jriet.17.710、ISSN 0388-9459、NAID 130004171850。
- 荒生公雄, 田中正之「太陽周辺光の測光学的特性と色度特性」『気象集誌. 第2輯』第66巻第1号、日本気象学会、1988年、167-177頁、doi:10.2151/jmsj1965.66.1_167、ISSN 0026-1165、NAID 130007345050。
- 小川浩, 田中正之, 中島映至「天空光強度における偏光の影響の補正法」『気象集誌. 第2輯』第67巻第5号、日本気象学会、1989年、877-888頁、doi:10.2151/jmsj1965.67.5_877、ISSN 0026-1165、NAID 130007344394。
- 田中正之「二酸化炭素の循環と地球の熱バランス」『応用物理』第59巻第4号、応用物理学会、1990年、427-431頁、doi:10.11470/oubutsu1932.59.427、ISSN 0369-8009、NAID 130003592523。
- 田中正之「2. 炭素循環の問題点」『天気』第39巻第3号、日本気象学会、1992年3月、137-142頁、ISSN 05460921、NAID 10006456501。
- 鈴木恒明, 田中正之, 中島映至「気候変動における巻雲の微物理過程のフィードバック」『気象集誌. 第2輯』第71巻第6号、日本気象学会、1993年、701-714頁、doi:10.2151/jmsj1965.71.6_701、ISSN 0026-1165、NAID 130007347586。